# 12870 Роландмайєр
12870 Роландмайєр (12870 Rolandmeier) — астероїд головного поясу, відкритий 24 червня 1998 року.
Тіссеранів параметр щодо Юпітера — 3,395.